# Port lotniczy LAX
Port lotniczy LAX – amerykański serial telewizyjny, którego akcja rozgrywa się na jednym z najbardziej ruchliwych lotnisk świata – LAX w Los Angeles.
Szefowie portu lotniczego, zarządzająca płytą lotniska Harley Random (Heather Locklear) oraz odpowiedzialny za terminale Roger De Souza (Blair Underwood), każdego dnia stają w szranki z nowymi problemami. Ataki bombowe, pijani piloci, nielegalni imigranci, przemytnicy, spóźnione samoloty i zgubione bagaże – to tylko niektóre problemy z jakimi muszą się borykać. W opanowaniu całej sytuacji pomagają między innymi: oficer policji Henry Engels (Frank John Hughes), zajmujący się sprawami pasażerów Tony (Paul Leyden) oraz odpowiedzialni za odprawę celną i imigrację Betty (Wendy Hoopes) i Nick (David Paetkau). Emisje i produkcję serialu zakończono na 13 odcinku z powodu niskiej oglądalności.

## Obsada

### Główne role
- Heather Locklear – Harley Random
- Blair Underwood – Roger De Souza
- Paul Leyden – Tony Magulia
- Frank John Hughes – Henry Engels
- Wendy Hoopes – Betty
- David Paetkau – Nick

### Pozostałe role
- Sasha Barrese – Caitlin Mansfield
- Joel Moore – Eddie Carson
- Chane't Johnson – Tanika
- Charisma Carpenter – Julie Random
- Sharon Leal – Monique De Souza
- Yareli Arizmendi – Amanni
- Jason Gedrick – Gavin

## Odcinki
| Nr | Tytuł                       | Data premiery w USA  |
| -- | --------------------------- | -------------------- |
| 1  | Pilot                       | 13 września 2004     |
| 2  | Finnegan Again, Begin Again | 20 września 2004     |
| 3  | The Longest Morning         | 27 września 2004     |
| 4  | Credible Threat             | 4 października 2004  |
| 5  | Abduction                   | 11 października 2004 |
| 6  | Unscheduled Arrivals        | 18 października 2004 |
| 7  | Out of Control              | 27 października 2004 |
| 8  | The Pictures to Prove It    | 3 listopada 2004     |
| 9  | Thanksgiving                | 10 listopada 2004    |
| 10 | Secret Santa                | 17 listopada 2004    |
| 11 | Cease & Assist              | 19 marca 2005        |
| 12 | Mixed Signals               | 26 marca 2005        |
| 13 | Senator's Daughter          | 16 kwietnia 2005     |